# Palácio de Windsor (Tailândia)

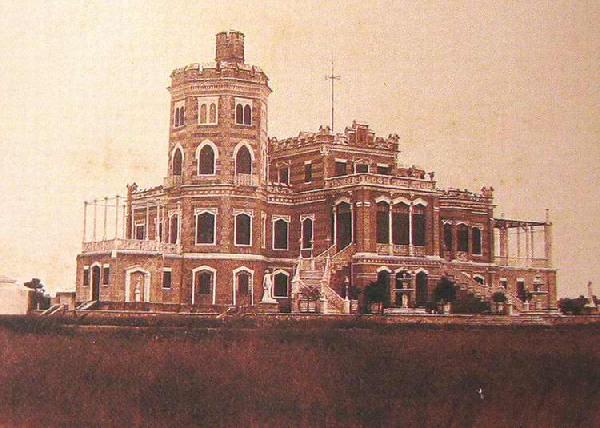
Palácio de Windsor (cerca de 1890)

Palácio de Windsor foi um palácio situado em Bangkok, Tailândia, durante o início do Século XX. Construído sob as ordens do rei Chulalongkorn para servir como residência do príncipe herdeiro Vajirunhis, o palácio mais tarde se tornou parte da Universidade de Chulalongkorn, mas mais tarde foi demolido para abrir caminho para a construção do Estádio Suphachalasai. O palácio tornou-se conhecido como tal aos estrangeiros residentes de Banguecoque devido à sua semelhança parcial ao Castelo de Windsor. 

## História
Pouco tem sido documentado sobre a construção do palácio. Foi encomendado pelo Rei Chulalongkorn para servir como residência do príncipe herdeiro Vajirunhis. O palácio foi localizado em Sa Pathum Road (agora Rama I Road) no local atual de Estádio Suphachalasai. O design, por um arquitecto inglês sem nome e apresentando elementos góticos, foi inspirado pelo Castelo de Windsor, na Inglaterra, e o palácio tornou-se conhecido por expatriados contemporâneos como Windsor.  
Vajirunhis morreu antes seu pai, e não se observou quanto tempo, se alguma vez, o palácio serviu de residência real. Após a morte de Vajirunhis em 1895, o palácio foi usado como uma escola de cartografia, e mais tarde, a agricultura. Quando o rei Vajiravudh estabeleceu a Faculdade de Serviço Civil do rei Chulalongkorn em 1911, a propriedade do palácio foi transferido para a faculdade e o palácio tornou-se a sede da Escola de da faculdade Ciências mecânicas. 
Com o estabelecimento formal da Universidade Chulalongkorn, em 1917, o Palácio de Windsor tornou-se a sede da Faculdade de Artes e Ciências. O edifício foi modificado para dar aulas e laboratórios, com um laboratório do cadáver dissecção construída nas proximidades. Foi também aqui no palácio que o Príncipe Mahidol Adulyadej instruído estudantes de medicina em cursos pré-clínicos. Quatro dormitórios de estudantes foram construídas perto do edifício do palácio, e mais tarde se tornou conhecido como Ho Wang. O nome foi adotado pela escola de formação de professores da universidade, que foi estabelecido nas proximidades e ficou conhecido como Escola Secundária Horwang da Universidade de Chulalongkorn. Use do palácio cessou em 1935, quando a área foi solicitado para a construção do Estádio Nacional.   

## Demolição e escavação
Após a Revolução Siamesa de 1932 que aboliu a monarquia absoluta, a propriedade circundante do Palácio de Windsor foi arrendado ao Ministério do Departamento de Educação Física da Educação em 1935 para servir como o local de construção para o complexo Estádio Nacional, com o Estádio Suphachalasai em seu núcleo. O palácio foi posteriormente demolida, e sua existência desapareceu de conhecimento público.
Parte do complexo Estádio Nacional foi estabelecida como a Educação Física Escolar Central, que mais tarde se tornou parte da Universidade Srinakharinwirot na Faculdade de Educação Física. Propriedade desses edifícios foi transferida para a Escola de Ciências do Desporto da Universidade de Chulalongkorn quando o seu contrato de arrendamento expirou em 1997. Mais tarde, durante a reforma por Universidade Chulalongkorn, fragmentos de colunas de mármore e estátuas foram descobertas, e concluiu-se que eles se originaram a partir da estrutura do palácio. Estes são agora em exposição na Escola de Ciências do Esporte. numerosos fragmentos de mármore também foram encontrados dentro do local do Estádio Nacional, mas foram deixados em torno de como detritos. Houve apelos para escavação formal e catalogação, mas há desenvolvimentos substanciais ainda surgido. 
No octogésimo aniversário da criação da Universidade Chulalongkorn, em 1997, foi emitido um conjunto de selos postais comemorativos. O Palácio de Windsor foi destaque em um dos projetos.